# Saron (Sudafrica)
Saron è una cittadina sudafricana situata nella municipalità distrettuale di Cape Winelands nella provincia del Capo Occidentale.

## Geografia fisica
La cittadina sorge a circa 60 chilometri a nord della città di Paarl.